# Raising Arizona
Raising Arizona is een Amerikaanse misdaadkomedie uit 1987 onder regie van Joel en Ethan Coen.

## Verhaal
Kruimeldief Herbert 'Hi' McDunnough (Nicolas Cage) leert agente Edwina 'Ed' McDunnough (Holly Hunter) kennen op het politiebureau. Ze trouwen en willen graag een kind. Zij blijkt alleen onvruchtbaar. Daarom ontvoeren ze een van de vijf baby's van meubelmagnaat Nathan Arizona (Trey Wilson). Er treden onverwachte complicaties op wanneer McDunnoughs ontsnapte gevangenismaten Gale (John Goodman) en Evelle Snoats (William Forsythe) langskomen.

## Rolverdeling
| Acteur             | Personage              |
| ------------------ | ---------------------- |
| Nicolas Cage       | H.I. McDunnough        |
| Holly Hunter       | Edwina 'Ed' McDunnough |
| Trey Wilson        | Nathan Arizona         |
| John Goodman       | Gale Snoats            |
| William Forsythe   | Evelle Snoats          |
| Sam McMurray       | Glen                   |
| Frances McDormand  | Dot                    |
| Randall 'Tex' Cobb | Leonard Smalls         |
| T.J. Kuhn          | Nathan Arizona Jr.     |